# Hahnia major
Hahnia major là một loài nhện trong họ Hahniidae.
Loài này thuộc chi Hahnia. Hahnia major được Pierre L. G. Benoit miêu tả năm 1978.